# Drugstore
I Drugstore sono un gruppo di musica pop rock e dream pop britannico formato dalla cantante e bassista brasiliana Isabel Monteiro, dal batterista Mike Chylinski e dal chitarrista Daron Robinson. Il nome della band è stato preso dal film Drugstore cowboy del 1989.

## Storia del gruppo
In origine erano un gruppo di musica trash, in seguito il sound gradualmente diventò più lento e più sognante. Hanno pubblicato il loro primo singolo, Alive, nella primavera del 1993. Il loro primo album, Drugstore, uscì nel 1995. Hanno registrato una canzone con il frontman dei Radiohead, Thom Yorke, dal titolo El President, che sarà inclusa nel secondo album, White magic for lovers.
I Drugstore hanno suonato ad una manifestazione di protesta a Londra che chiedeva l'estradizione del generale cileno Augusto Pinochet. La loro canzone El President è dedicata all'ex presidente del Cile Salvador Allende, che fu rimosso nel colpo di Stato del 1973 in cui Pinochet ebbe un ruolo decisivo.
La musica dei Drugstore è stata utilizzata per quattro colonne sonore di film. Superglider, dall'album Drugstore, è nei film All over me e House of America, entrambi del 1997. La canzone Fader è nei crediti del film del 2000 Cherry Falls - Il paese del male. Old shoes, originariamente scritta ed eseguita da Tom Waits, è usata nel film East of sunset del 2004.

## Discografia

### Album in studio
- 1995 - Drugstore
- 1998 - White magic for lovers
- 2001 - Songs for the jet set
- 2002 - Drugstore collector number one
- 2011 - Anatomy
- 2013 - The Best of Drugstore